# Eaunes
Eaunes település Franciaországban, Haute-Garonne megyében. Lakosainak száma 6525 fő (2022. január 1.). Eaunes Villate, Beaumont-sur-Lèze, Labarthe-sur-Lèze, Lagardelle-sur-Lèze és Muret községekkel határos.

## Népesség
A település népességének változása:
| Lakosok száma | 527  | 2347 | 2550 | 4132 | 5782 | 6019 | 6162 | 6349 | 6448 | 6525 |
|               | 1968 | 1982 | 1990 | 2006 | 2013 | 2015 | 2017 | 2019 | 2020 | 2022 |